# Oriental Empires
Oriental Empires là một game chiến lược theo lượt lấy bối cảnh ở Trung Quốc cổ đại. Trò chơi do R.T. "Bob" Smith và John Carline phát triển và hãng Iceberg Interactive phát hành vào tháng 9 năm 2017 cho Windows PC.

## Tổng quan
Trong Oriental Empires, người chơi bắt đầu với vị thế của một bộ lạc nhỏ ở Trung Quốc, một phe có thể chơi được. Các phe phái của Trung Quốc gồm Thương, Chu, Hàn, Thục, Tần, Sở, Ngô, Mân Việt, Ba. Phe man di gồm Bắc Địch, Đông Di và Khuyển Nhung. Phe du mục gồm Hung Nô, Đinh Linh, Tiên Ti và Mông Cổ. Cuối cùng, có hai phe nổi dậy: phe nông dân và phe quý tộc. Đây là những phe không thể chơi được.
Mục tiêu của trò chơi là chinh phục Trung Quốc và được mọi người công nhận là Hoàng đế Trung Hoa. Chiến dịch lớn của trò chơi kéo dài trong khoảng thời gian hơn 3000 năm, từ Thời kỳ đồ đồng sớm cho đến Đế quốc Trung Hoa.

## Lối chơi
Oriental Empires có lối chơi chiến lược theo lượt. Trong một lượt, người chơi có thể di chuyển các đơn vị quân, chiến đấu, tiến hành ngoại giao và phát triển các khu định cư. Trò chơi có cây nghiên cứu với các nhánh văn hóa, triết học và tôn giáo. Có chế độ chơi đơn và chế độ nhiều người chơi, chế độ nhiều người chơi hỗ trợ tối đa 15 người chơi. 

## Phát triển
Oriental Empires được phát triển bởi R.T. "Bob" Smith, trước đây từng có thời gian bắt tay vào làm dòng game Total War. Trò chơi được công bố vào mùa xuân năm 2015 cho PC. Oriental Empires được phát hành trong chương trình Early Access của Steam  vào tháng 9 năm 2016. Trò chơi ra mắt ở chế độ Early Access mà không có mục chơi mạng, và thời kỳ Early Access được sử dụng để triển khai mục chơi mạng. Game rời khỏi Early Access và được phát hành đầy đủ trên Steam vào tháng 9 năm 2017.
Tháng 1 năm 2018, trò chơi được phát hành không có DRM trên GOG.com.

## Đón nhận
Oriental Empires hiện giữ 74 điểm trên Metacritic dựa trên 16 bài phê bình. Brendan Caldwell của Rock, Paper, Shotgun đã đánh giá trò chơi khi nó ra mắt dưới dạng Early Access vào năm 2016 và lưu ý nhiều vấn đề kỹ thuật. Luke Plunkett của Kotaku, trong bài đánh giá của ông về game trong Early Access, đã gọi trò chơi có triển vọng nhưng cũng nhận xét rằng "phần trình diễn của trò chơi hơi bị trôi sông lạc chợ và chưa được hoàn thiện, và phần hướng dẫn đã bị hỏng khá nhiều". Luke Winkie của PC Gamer đã gọi bản chính thức là "Một tựa game 4X hoàn toàn tốt với hệ thống chiến đấu sáng tạo có cảm giác hơi nhạt nhẽo khi bị đóng khung vào sự phong phú trong bối cảnh của nó" và chấm cho game 72 điểm. Chris Wray of wccftech scored the game with a 6.5 out of 10 and criticized it for lacking depth and variety. Charles Ellis của Wargamer ca ngợi trò chơi vì "bối cảnh khác thường và cơ chế đầy sức sáng tạo".
Oriental Empires được mệnh danh là một trong "Early Access Grads", của Steam, trò chơi hàng đầu đã rời bỏ Early Access vào năm 2017 được tính theo tổng doanh thu. Game được trao tặng địa vị bạc. 